# BZB Nr. 11 bis 18 (Lokomotive)
Die Berglokomotiven 11 bis 18 der Bayerischen Zugspitzbahn waren meterspurige Elektrolokomotiven für den reinen Zahnradbetrieb, die von MAN und AEG geliefert wurden. Sie wurden zusammen mit den Tallokomotiven 1 bis 4 als Erstausstattung der Bayerischen Zugspitzbahn beschafft.

## Geschichte
Zur Beförderung der Züge auf der Zahnradstrecke zwischen Grainau und Zugspitze wurden von der Bayerischen Zugspitzbahn acht reine Zahnradlokomotiven beschafft. Die Personenzüge wurden von Garmisch-Partenkirchen bis Grainau von den Tallokomotiven befördert und in Grainau geteilt.
Als erste Lokomotive wurde am 28. August 1929 die Nummer 11 im Bahnhof Untergrainau von der Reichsbahn angeliefert und bis zum 30. August 1929 mithilfe eines Schwerlasttransportes zum Bahnhof Eibsee gebracht. Dort wurde die Lokomotive auf das erste Stück Gleis gestellt. Zusammen mit einem Schienenwagen belieferte die Lokomotive anschließend die fortschreitende Gleisbaustelle in Richtung Zugspitze mit Oberbaumaterial. Dabei wurden je Fahrt Oberbaumaterial für 60 Meter Gleis transportiert. Auf den fertig gestellten Gleisen wurden anschließend weitere Baumaterialien transportiert.
Bis zur Beschaffung der ersten Triebwagen beförderten die Lokomotiven alle Züge auf der Zahnradstrecke. Mit der Inbetriebnahme der ersten Zahnradtriebwagen 1 bis 4 von 1954 bis 1958 wurden nicht mehr alle Berglokomotiven benötigt und die Berglokomotive 18 und 12 ausgemustert. Als 1977 und 1978 die Zahnradtriebwagen 5 und 6 geliefert wurden, folgte die zweite Ausmusterungswelle, bei der die Lokomotiven 13, 16 und 17 abgestellt wurden. Es verblieben die Lokomotiven 14 und 15, die heute noch in Betrieb sind. Sie werden vor Bau-, Dienst- und Schneeschleuderzüge, sowie historischen Fahrten eingesetzt. Seit der Inbetriebnahme der Berglokomotive Nr. 19 im Jahr 2017 werden die beiden verbliebenen Lokomotiven nur noch für historische Fahrten und als Reserve eingesetzt.
Die Lokomotive Nr. 11 steht zusammen mit der Tallokomotive Nr. 3 seit April 2008 als Denkmäler vor dem Verkehrszentrum des Deutschen Museums in München (Lage).
| Betriebsnummer | Baujahr | Fabriknummer | Verbleib                                            |
| -------------- | ------- | ------------ | --------------------------------------------------- |
| 11             | 1929    | 4260         | Seit 2008 als Denkmal am Verkehrszentrum in München |
| 12             | 1929    | 4261         | 1959 ausgemustert                                   |
| 13             | 1929    | 4262         | 1977 ausgemustert                                   |
| 14             | 1929    | 4263         | In Betrieb                                          |
| 15             | 1929    | 4264         | In Betrieb                                          |
| 16             | 1929    | 4265         | 1979 abgestellt, 1988 verschrottet                  |
| 17             | 1929    | 4266         | 1977 ausgemustert                                   |
| 18             | 1929    | 4267         | 1958 ausgemustert                                   |

## Technik
Die zweiachsigen Berglokomotiven mit der Achsfolge 1zzz1 können nur auf Zahnstangenabschnitten zwischen Grainau und der Zugspitze eingesetzt werden. Sie sind in der Lage, zwischen Grainau und Eibsee drei Vorstellwagen mit insgesamt 36 Tonnen und zwischen Eibsee und Zugspitze zwei Wagen mit insgesamt 24 Tonnen zu befördern. Die Beförderung von Wagen erfolgt immer mit der Lokomotive auf der Talseite. Da sich somit der Lokomotivführer bei einer Bergfahrt nicht an der Spitze des Zuges befindet, fährt im Schutzhäuschen des vordersten Wagens ein Zugbegleiter mit, der über Klingelzeichen mit dem Lokführer in Verbindung steht. Im Gefahrenfall kann der Zugbegleiter über ein Notbremsventil der Vakuumbremse den Zug zum Halten bringen. Im Falle einer Notbremsung werden die Fahrmotoren automatisch abgeschaltet, um ein Auflaufen der Lokomotive auf den Zug zu verhindern. Die Lokomotiven fahren mit maximal 13 km/h bergwärts sowie talwärts unterhalb der Station Eibsee. Oberhalb der Station Eibsee ist die Geschwindigkeit bei der Talfahrt auf 9 km/h begrenzt.
Über die komplette Länge des Rahmens erstreckt sich ein geschlossener Kastenaufbau, an dessen talseitigen Ende der Führerstand angebracht ist. Auf dem Dach ist ein Scherenstromabnehmer mit zwei Schleifleisten angeordnet, der mittels einer Feder gehoben und durch einen handbetätigten Flaschenzug gesenkt werden kann. Zwei zusätzliche Eiskratzer befreien bei Bedarf den Fahrdraht von Eis- und Schnee. Zur Ableitung von Überspannungen sind zwischen Stromabnehmer und Hauptschalter eine Hörner-Funkenstrecke und ein Aluminium-Ableiter angebracht. Jeder der drei 170 Kilowatt starken Fahrmotoren arbeitet unabhängig über ein eigenes Getriebe auf jeweils ein Triebzahnrad. Die drei vierpoligen Fahrmotoren sind stets in Reihe geschaltet. Mithilfe eines handbetätigten Starkstromfahrschalters werden die Fahrmotoren gesteuert. Dabei kann zwischen 14 Fahrstufen gewählt werden. 11 dieser Fahrstufen sind Widerstandsstufen, eine ohne Widerstände und vollem Feld und zwei mit Feldschwächung. Für die Widerstandsbremse sind 12 Bremsstufen vorhanden. Die Widerstände werden durch einen zu den Fahrmotoren in Reihe geschalteten Lüfter gekühlt, wodurch dauerhaft alle Fahr- bzw. Bremsstufen genutzt werden können. Der Lüfter saugt dabei Luft aus dem Maschinenraum an und bläst sie durch die Widerstände ins Freie.
Als Betriebsbremse wird eine Widerstandsbremse verwendet, die unabhängig von der Fahrdrahtspannung arbeitet. Zusätzlich besitzen die Lokomotiven noch zwei Handbremsen, die unabhängig voneinander auf alle drei Zahnräder wirken und die Vakuumbremse, die ebenfalls auf alle drei Zahnräder wirkt. Diese wirken dabei als Reibbremsen auf Bremsscheiben, die auf der Triebzahnradwelle angebracht sind. Sie dienen dazu, den Zug zum Halten zu bringen. Zwei zusätzliche Geschwindigkeitsbremsen überwachen jeweils die Höchstgeschwindigkeit von 9 bzw. 13 km/h und lösen bei deren Überschreitung selbsttätig eine Notbremsung aus. Am Bahnhof Eibsee wird durch einen mechanischen Anschlag zwischen den beiden Geschwindigkeitsbremsen umgeschaltet. Auf die Saugluftbremse wirkt eine wegabhängige Sicherheitsfahrschaltung, um die Lokomotiven ohne Beimann betreiben zu können. Zur Erzeugung des Vakuums für die Vakuumbremse ist in den Lokomotiven eine Vakuumpumpe verbaut.